# CrossRoads Records
A CrossRoads Records 1992-ben alapított független magyar lemezkiadó.

## Története
A kiadó tulajdonosa Kovács Tamás Pécsett dolgozott népművelőként és szervezőként az 1990-es évek elején. Razzia Rockkereskedés néven volt egy hanglemezboltja, ami a zene közelében dolgozó emberek találkozóhelyévé vált. Alkalmi megbízatásokat vállalt, mint plakátkészítés, demofelvétel-készítés. 
Oláh Andor kereste meg azzal a kéréssel, hogy szeretne bemutatkozó kazettát készíteni. 1992 novemberében került sor a Dr. Valter and the Lawbreakers kazetta megjelenésére. Hamarosan követte az együttesnek egy újabb kazettája, majd a Tűzkerék együttesnek két kazettája. 
A kezdeti kiadványok blues és bluesrock stílusban készültek, majd az 1990-es évek közepétől már jazzpoptól a nun-metál stílusig adtak ki kazettákat. Kovács Tamás tulajdonos erről egy interjúban elmondta, hogy a többi kiadótól eltérően ő úgy gondolta, nála műfaji korlát nélkül bármilyen stílus megjelenhet. 
A CrossRoads Records működését nem kereskedelmi alapokra helyezte, hanem az általa tehetségesnek vélt zenekarokat szerette volna ilyen módon is támogatni. 
A kilencvenes évek derekán a K. O. Records és a CrossRoads Records egyesült, de két év elteltével különváltak. 
1998-tól nevesebb zenekarok albumai is a kiadónál jelennek meg, mint például a Ladánybene 27, vagy a FreshFabrik. 2002. március 15-én pedig itt jelenik meg a Bëlga első lemeze Majd megszokod címmel. Váradi Ferenc: Tankcsapda című könyve 1997-ben került kiadásra. Szintén 1997-ben adták ki Marton László Távolodó: Pécsi szál című könyvét, amely a Kispál és a Borz együttesről szól.

## Kiadványok
| Kiadvány száma | Előadó neve                          | Kiadvány címe                                     | Formátum  | Műfaj                      |
| -------------- | ------------------------------------ | ------------------------------------------------- | --------- | -------------------------- |
| CRMC001        | Dr. Valter & The Lawbreakers         | Baby Ride                                         | kazetta   | akusztikus blues           |
| CRMC002        | Dr. Valter & The Lawbreakers         | Sitting on the Top of the World                   | kazetta   | akusztikus blues           |
| CRMC003        | Tűzkerék                             | Radics Live                                       | kazetta   | blues, rock                |
| CRMC004        | Tűzkerék                             | Sírig tartsd a pofád                              | kazetta   | blues, rock                |
| CRCD005        | Wei Wu Wei                           | Későre jár                                        | CD        | jazz, pop                  |
| CRMC006        | Tundravoice                          | Bálványbál                                        | kazetta   | speciális alternatív       |
| CRMC007        | Karabély                             | Hotel Béke                                        | kazetta   | alternatív rock            |
| CRMC008        | Jövőszázad                           | Fesztivál Válogatás                               | kazetta   |                            |
| CRB009         | Váradi Ferenc                        | Tankcsapda                                        | könyv     |                            |
| CRMC010        | S-Modell                             | Joe int!                                          | kazetta   | blues, rock                |
| CRMC011        | M.Á.K.                               | Utolsó tangó Budapesten                           | kazetta   | punk, rock                 |
| CRCD011        | M.Á.K.                               | Utolsó tangó Budapesten                           | CD        | punk, rock                 |
| CRMC013        | Korog                                | Corpus Kriszti                                    | kazetta   | metal                      |
| CRMC013        | Hellhole                             | Fishpitter                                        | kazetta   | alternatív rock            |
| CRMC014        | Ölveti Blues Band                    | Pocsolyába léptem                                 | kazetta   | blues                      |
| CRMC015        | Kis Vidámpark                        | Bambi                                             | kazetta   | alternatív rock            |
| CRB016         | Marton László Távolodó               | Pécsi szál                                        | könyv     | Kispál és a borz           |
| CRMC017        | VI. Bp.-i Rhythm&Blues Fesztivál     | 1997.03.08                                        | kazetta   | blues                      |
| CRMC018        | Az árral szemben                     | Demo vol. II.                                     | kazetta   | hiphop                     |
| CRMC019        | Mindcrime                            | Zombie                                            | kazetta   | metal                      |
| CRMC020        | Tax Free                             | Gangster Funk                                     | kazetta   | jazz, funk                 |
| CRMC021        | Bomber                               | No.1                                              | kazetta   | rock                       |
| CRMC022        | Üllői Úti Fuck                       | A ló túlsó oldala                                 | kazetta   | alter                      |
| CRCD022        | Üllői Úti Fuck                       | A ló túlsó oldala                                 | CD        | alter                      |
| CRMC023        | Brains                               | Színek                                            | kazetta   | rock-crossover             |
| CRB024         | Göbölyös N. László                   | Fuvolalovag                                       | könyv     |                            |
| CRMC025        | Dr. Valter & the Lawbreakers         | Skin Game Blues                                   | kazetta   | akusztikus blues           |
| CRMC026        | Andersen                             | From the Laughing Cow to the...                   | kazetta   | alternatív rock            |
| CDCD026        | Andersen                             | From the Laughing Cow to the...                   | CD        | alternatív rock            |
| CRMC27         | Blind                                | Myself Horrified by the Sun                       | kazetta   | nu metal                   |
| CRMC028        | Calliope Quartet                     | Incognita                                         | kazetta   | jazz, world music          |
| CRMC029        | Macskanadrág                         | 1998                                              | kazetta   | punk, rock                 |
| CRMC030        | The Houdinis                         | Simple end songs                                  | kazetta   | alternatív                 |
| CRMC031        | Drums                                | III.                                              | kazetta   | jazz-rock                  |
| CRCD031        | Drums                                | III.                                              | CD        | jazz-rock                  |
| CRMC032        | Dr. Valter & The Lawbreakers         | Dirty Dozen                                       | kazetta   | blues                      |
| CRMC033        | Tűzkerék                             | 16 tonna                                          | kazetta   | blues, rock                |
| CRCD033        | Tűzkerék                             | 16 tonna                                          | CD        | blues, rock                |
| CRCD034        | Pepsi Sziget Fesztivál 2001          | Világzenei Nagyszínpad (promo)                    | CD        | world music                |
| CRMC035        | 2. lövés                             | válogatás                                         | kazetta   | rock                       |
| CRMC036        | Brains                               | Semmi komoly                                      | kazetta   | rock-crossover             |
| CRVID037       | Mindcrime                            | Placebo                                           | VHS       | metal                      |
| CRMC038        | Szabó Család                         | Ölelj vadul                                       | kazetta   | alternatív                 |
| CRCD038        | Szabó Család                         | Ölelj vadul                                       | CD        |                            |
| CRMC039        | Anima Sound System                   | Shalom                                            | kazetta   | alternatív                 |
| CRMC040        | Kamarás Iván                         | Bombajó                                           | kazetta   | retro dance, színész lemez |
| CRCD040        | Kamarás Iván                         | Bombajó                                           | CD        | retro dance, színész lemez |
| CRCD041        | Sziget Fesztivál 2002                | Világzenei Nagyszínpad (promo)                    | CD        | world music                |
| CRCD042        | Tűzkerék                             | A megátkozott ember                               | CD        | blues, rock                |
| CRMC043        | Tundravoice                          | Kétszívrezonátor                                  | kazetta   | speciális alternatív       |
| CRCD043        | Tundravoice                          | Kétszívrezonátor                                  | CD        | speciális alternatív       |
| CRMC044        | Tűzkerék                             | Tűzkerék                                          | kazetta   | blues, rock                |
| CRCD044        | Tűzkerék                             | Tűzkerék                                          | CD        | blues, rock                |
| CRCD045        | Tűzkerék                             | Kell, hogy szállj                                 | maxi CD   | reggae                     |
| CRCD046        | Sziget Fesztivál 2003                | Világzenei Nagyszínpad (promo)                    | CD        | world music                |
| CRMC047        | Ladánybene 27                        | Reggaekirakat                                     | kazetta   | reggae                     |
| CRCD047        | Ladánybene 27                        | Reggaekirakat                                     | CD        | reggae                     |
| CRCD048        | Southern Special                     | Ne fogadjon senki rám 1993, Fogom a fejem 1996    | CD        | rock                       |
| CRMC049        | Macerás Ügyek                        | filmzene                                          | kazetta   | filmzene                   |
| CRCD049        | Macerás Ügyek                        | filmzene                                          | CD        | filmzene                   |
| CRCD050        | Csízy László–Szabó Tamás             | Blue Orange                                       | CD        | komoly                     |
| CRMC051        | H.W.G.                               | Veszélyes terület                                 | kazetta   | metal                      |
| CRCD051        | H.W.G.                               | Veszélyes terület                                 | CD        | metal                      |
| CRMC052        | DUB4U                                | Links to Babylon                                  | kazetta   | dub                        |
| CRCD052        | DUB4U                                | Links to Babylon                                  | CD        | dub                        |
| CRCD053        | Freshfabrik                          | Certificado+                                      | kazetta   | rock                       |
| CRCD053        | Freshfabrik                          | Certificado+                                      | CD        | rock                       |
| CRMC054        | Bëlga                                | Majd megszokod                                    | kazetta   | hiphop                     |
| CRCD054        | Bëlga                                | Majd megszokod                                    | CD        | hiphop                     |
| CRB055         | Jávorszky Béla Szilárd               | A Nagy Sziget Könyv                               | könyv     | Sziget Fesztivál           |
| CRMC056        | Mantra Porno                         | Ganja Police                                      | kazetta   | electronic dance           |
| CRCD056        | Mantra Porno                         | Ganja Police                                      | CD        | electronic dance           |
| CRB057         | Marton László Távolodó               | Ezeregy Rémes Éjszakám Meséi                      | könyv     | szépirodalom               |
| CRCD058        | Big Daddy Wilson & Mississippi Grave | Diggers Get On Your Knees And Pray                | CD        | blues                      |
| CRCD059        | Carbonfools                          | Poisoned Goulash                                  | CD        | electronic dance           |
| CRCD060        | Anselmo Crew                         | Passport, Bitte...                                | CD        | latin, dance               |
| CRCD061        | Sziget Fesztivál 2004                | Világzenei Nagyszínpad (promo)                    | CD        | world music                |
| CRMC062        | Tigris                               | A füsttel együtt                                  | kazetta   | reggae                     |
| CRCD062        | Tigris                               | A füsttel együtt                                  | CD        | reggae                     |
| CRCD063        | Anselmo Crew                         | Passport, Bitte...                                | CD (maxi) | latin dance                |
| CRCD064        | Carbonfools                          | Poisoned Goulash                                  | CD (maxi) | latin dance                |
| CRCD065        | Tigris                               | A füsttel együtt                                  | CD (maxi) | reggae                     |
| CRCD066        | Big Daddy Wilson & Doc Fozz          | My Day Will Come                                  | CD        | blues                      |
| CRMC067        | Radics Béla                          | A kapitány                                        | kazetta   | blues, rock                |
| CRCD067        | Radics Béla                          | A kapitány                                        | CD        | blues, rock                |
| CRCD068        | Blues Fools                          | Fools in the blues                                | kazetta   | blues                      |
| CRCD068        | Blues Fools                          | Fools in the blues                                | CD        | blues                      |
| CRDVD069       | Crossroads Válogatás                 | Crossroads klipek                                 | DVD       | válogatás                  |
| CRCD070        | Honeyball                            | Nélkülünk mire méz?                               | CD        | ska                        |
| CRCD071        | Pannonia Allstars                    | Ska Orchestra                                     | CD        | ska                        |
| CRCD072        | Pannonia Allstars                    | Ska Orchestra All Night Long - Live at Artemovszk | CD        | ska                        |
| CRMC073        | Nyers                                | Ennyi                                             | kazetta   | rock                       |
| CRCD073        | Nyers                                | Ennyi                                             | CD        | rock                       |
| CRCD074        | Boogie                               |                                                   |           |                            |
| CRCD075        | Ladánybene 27                        | Az élet más /maxi/                                | CD        | reggae                     |
| CRCD076        | Skaland                              | 2005                                              | CD        | ska                        |
| CRCD077        | Topó Neurock Társulat                | A mi forradalmunk - '89 karácsony                 | CD        | rock                       |
| CRMC078        | Sing Sing                            | Tábor '96                                         | kazetta   | rock                       |
| CRCD078        | Sing Sing                            | Tábor '96                                         | CD        | rock                       |
| CRDVD079       | Ladánybene 27                        | 20 év reggae (dupla)                              | DVD       | reggae                     |